# Flórián Albert
Flórián Albert (Hercegszántó, 15 september 1941 – Boedapest, 31 oktober 2011) was een Hongaars voetballer.

## Voetbalcarrière
Flórián Albert werd op 15 september 1941 geboren in Hercegszántó, destijds onderdeel van het Koninkrijk Hongarije. Albert groeide op als zoon van een smid. In die buurt leerde Albert samen met zijn broers voetballen. Later verhuisde de familie naar de Hongaarse hoofdstad Boedapest, waar hij zich aansloot bij voetbalclub Ferencváros.
In 1958 debuteerde Albert als spits bij Ferencváros, de club waar hij zijn hele spelersloopbaan zou vertoeven. Albert was nog maar zestien jaar bij zijn debuut en enkele weken later zou hij al voor de eerste keer opgeroepen worden voor de nationale ploeg. In geen tijd maakte de jonge aanvaller furore met zijn neus voor doelpunten en met een elegante speelstijl die in de loop der jaren zou uitgroeien tot zijn handelsmerk.
In totaal werd Albert vier keer landskampioen. In 1972 won hij met Ferencváros voor de eerste en laatste keer de Beker van Hongarije. In de rest van Europa raakte Albert vooral bekend door zijn deelnames aan de wereldkampioenschappen. In 1967 werd hij uitgeroepen tot Europees Voetballer van het Jaar (Ballon d'Or). Hij is tot op heden de enige Hongaarse voetballer die de Gouden Bal ooit in de wacht sleepte.
In 1974 zette Albert een punt achter zijn loopbaan als voetballer. In 2007 werd het stadion van zijn ex-club naar hem vernoemd. Het Albert Flóriánstadion werd echter in 2013 afgebroken.

## Trainerscarrière
Van 1978 tot 1982 en in 1985 was Albert trainer van het Libische Al-Ahly Sports Club.

## Erelijst
Ferencváros
- Nemzeti Bajnokság: 1962/63, 1963/64, 1966/67, 1967/68
- Magyar Kupa: 1971/72
- Jaarbeursstedenbeker: 1965

Individueel
- Ballon d'Or: 1967
- Topschutter WK: 1962
- Topschutter Nemzeti Bajnokság: 1960, 1961, 1965
- Topschutter Jaarbeursstedenbeker: 1967
- Topschutter Europacup I, samen met portugees Eusébio: 1965/66